# Salajärvi (sjö i Päijänne-Tavastland, lat 61,45, long 26,17)
Salajärvi är en sjö i Finland. Den ligger i kommunen Gustav Adolfs i landskapet Päijänne-Tavastland, i den södra delen av landet, 160 km norr om huvudstaden Helsingfors. Salajärvi ligger 116,4 meter över havet. Den är 21,63 meter djup. Arean är 6,06 kvadratkilometer och strandlinjen är 42,77 kilometer lång. Sjön  ingår i Kymmene älvs huvudavrinningsområde.   I omgivningarna runt Salajärvi växer i huvudsak blandskog. Den sträcker sig 5,5 kilometer i nord-sydlig riktning, och 3,6 kilometer i öst-västlig riktning.
Följande öar finns i Salajärvi:
- Ansassaari (en ö)
- Sikosaari (en ö)
- Tervasaaret (en ö)
- Pääsaari (en ö)
- Ämmäsaari (en ö)
- Selkäsaaret (en ö)